# 중일국교정상화
중일국교정상화(中日國交正常化)는 1972년 9월 발표된 중일공동성명을 계기로 일본과 중화인민공화국이 국교를 수립한 사건이다.
1949년 중화인민공화국(이하 '중국') 건국 이래 일본과 중국은 외교 관계가 없었는데 1972년 9월 25일 다나카 가쿠에이 일본 총리가 중국 베이징시를 방문하여 중일공동성명에 조인하여 기존의 대립 관계를 청산하고 국교를 맺었다. 이와 동시에 일본은 중화민국(이하 '대만')과 단교했다.
1971년 10월 유엔 총회 결의 제2758호로 대만을 대신하여 중국이 상임이사국의 지위를 획득하는 등 국제관계가 급변한 것이 계기가 되었다. 국교정상화는 1972년에 이루어지긴 했으나 그 이전부터 자유민주당을 비롯해 일본사회당, 공명당, 민사당 등이 각각의 입장에서 방중하여 중일 간의 의사소통에 큰 역할을 했으며 체육계나 경제계 등에서도 많은 관계 개션 노력이 있었기에 가능했던 일이었다.
국교정상화에 따라 1973년 1월 11일 베이징시에 일본 대사관이 개설되었고 2월 1일에는 도쿄도에 중국 대사관이 설치되었다. 한편 일본은 중국에 3조 엔이 넘는 정부개발원조(ODA)를 시행했다.

## 중일관계사

### 두 개의 중국
1945년 제2차 세계 대전이 끝난 이후 일본군국주의에 공동으로 저항하던 중국 국민당과 중국공산당 사이에 국공 내전이 일어났다. 내전에서 승리한 공산당은 1949년 10월 중화인민공화국 정부를 수립했고 국민당은 타이완섬으로 패퇴했다. 공산당이 끝내 타이완섬에 상륙하지 못했기에 중국을 대표한다고 주장하는 정부가 두 개 존재하게 되었고 이는 중국 대표권 문제를 야기했다.
중국은 소련을 비롯한 동구권과 외교 관계를 구축했다. 서구권에 속하는 영국도 홍콩을 의식하여 대만과의 영사 관계를 유지한 채 중국 정부를 승인했다. 하지만 미국은 대만하고만 외교 관계를 맺고 중국 정부를 승인하지 않았다. 1950년 한국 전쟁이 일어나 미국은 대한민국을, 중국은 조선민주주의인민공화국을 도와 서로 총부리를 겨누면서 이 현상은 더 심화되었다. 미국이 주도하는 서구권에 속한 일본 정부 역시 대만과 수교하고 중국을 인정하지 않았다. 다만 민간 경제 교류는 이루어지고 있었다.

### 중일민간무역협정
하지만 양국 간의 민간 무역은 미세한 수준이었다. 1950년 10월 중일우호협회가 설립되었지만 한국 전쟁에 중국이 참전하면서 대중 수출이 전면 금지되었고 중국을 경계하는 분위기가 강해졌다.
1952년 4월에는 중일무역촉진회의 설립을 추진하던 고라 도미, 호아시 게이, 미야코시 기스케 등 국회의원들이 정부 방침을 무시하고 소련을 거쳐 베이징을 방문했다. 이들은 2개월 뒤 제1차 중일민간무역협정에 조인했는데 이는 일본에서 큰 반향을 불러일으켰다.
하지만 1953년 7월 한국 전쟁이 휴전하자 중일무역촉진에 관한 결의가 중참 양원에서 채택되고 이케다 마사노스케를 단장으로 하는 중일무역촉진의원연맹대표단이 중국을 방문해 제2차 중일민간무역협정을 맺었다. 두 차례의 무역협정을 계기로 양국 간의 민간 무역이 활발해졌다.

### 요시다 내각과 평화 조약
1951년 9월 요시다 시게루 일본 총리는 샌프란시스코 강화 회의를 앞두고 국회에 출석하여 대만 정부를 승인할 것을 명확히 답변하지 않았다. 당시 서구권 역시 영국이 중국과 대만 두 정부와 동시에 관계를 가지고 있는 것에 주목하여 대만 정부를 승인하더라도 중국 상하이시에 무역사무소를 개설할 수 있다고 보고 있었다.
심지어 일본 정부는 중국 대표권 문제가 해결될 때까지 중국과 대만 어느 정부도 승인하지 않겠다는 생각도 했으나 존 포스터 덜레스 미국 국무부 고문이 이를 일축해버렸고 결국 일본 정부는 대만 정부만을 승인했다. 1952년 4월 28일 강화 조약이 발효되던 날 일본 정부는 대만 정부와 평화 조약을 체결하여 전쟁 상태를 종결시켰다. 하지만 이는 20년 뒤 중일국교정상화 교섭을 어렵게 만든 주 요인이 되었다.

### 하토야마 내각과 정경분리
요시다가 사임한 후 하토야마 이치로가 신임 일본 총리가 되었다. 하토야마는 미국 중심 외교에서 탈피해 자주 외교를 추진하여 소련과 일소공동선언을 이끌어냈다. 같은 공산권 국가인 중국에 대해서도 정경 분리를 원칙으로 외교 관계는 없지만 경제 관계의 확대를 요구했다. 이시바시 단잔 통상산업대신은 중일무역확대를 희망했다. 이러한 하토야마 일본 내각의 움직임을 중국 정부도 주목하고 있었다.
1955년 4월 반둥 회의에서 다카사키 다쓰노스케 일본 경제심의청 장관과 저우언라이 중국 총리가 회동하여 평화 5원칙을 기초로 하여 중일 간 국교정상화 추진을 희망한다고 밝혔다. 한 달 뒤에는 일본국제무역촉진협회, 일중무역촉진의원연맹이 중국의 무역대표단과 만나 제3차 중일민간무역협정을 맺었다. 12월 중국 정부가 대일 정책을 집행하는 책임 부서로 대일공작(工作)위원회를 설치했다. 1956년 9월에는 중국에 남아 있던 일본인 전범과 억류자 1,000여 명이 석방된 지 11년 만에 일본으로 돌아왔다.
중국은 이러한 과정을 통해 민간 교류를 바탕으로 정부 간의 관계 강화로 연결시키려는 목적이 있었다. 제3차 무역협정에서 외교관 대우의 통상대표부 설치를 요구한 것도 이 때문인데 이는 정경 분리를 원칙으로 내세우는 일본의 입장과는 차이가 있었다. 일본은 미국이 묵인하는 범위 내에서만 중국과의 민간 교류를 확대하길 원했고 하토야마 내각과 후임 이시바시 내각의 대중 정책은 냉전의 틀에서 벗어나지 않았다.

### 기시 내각과 아시아 외교
1957년 2월 이시바시가 병으로 사임한 뒤 기시 노부스케가 신임 일본 총리로 취임했다. 기시는 냉전의 틀 안에서 미일안보조약 개정을 이끌어내는 등 하토야마와 마찬가지로 자주 외교를 목표로 했는데 특히 동아시아에서 배상 문제를 포함한 전후 처리를 추진했다. 이는 미국과 대등한 위치에서 일본의 자주성을 높이려는 의도와 함께 아시아 국가와의 관계 개선을 꾀하는 것이었다.
일본 총리로는 처음으로 동남아시아 순방에 나섰고 돌아오는 길에는 대만을 방문해 장제스 총통과 회담도 했다. 기시는 군사적인 대륙 반공에 반대한다면서 대만을 대륙보다 풍족하게 만드는 것이 정치 선전이 될 것이라고 제안했다. 이 얘기에 중국은 반발한다. 기시는 친미파이면서 친대만파였지만 한편으론 중일무역촉진에 관한 결의의 제안자 중 한 명이었고 중국과의 국교 수립은 이르지만 제4차 중일민간무역협정에 반대하지 않는다고 밝히기도 했다. 다만 중국과의 관계는 기본적으로 정경 분리라고 말했다.
1958년 3월 제4차 중일민간무역협정이 체결되었다. 이 협정에는 외교특권을 가진 통상대표부를 설치하고 양국의 국기 게양을 인정하는 등의 내용이 포함되어 있었다. 하지만 미국과 대만은 이에 반발하였고 대만은 예정되어 있던 일본과의 정상회담을 중지하고 일본 제품 구매 금지 처분을 내렸다. 결국 기시는 한 발 물러서서 외교 특권도 국기 게양도 인정하지 않을 방침임을 밝혔다. 그러자 이번에는 중국이 반발하여 긴장 관계가 감도는 와중에 5월 2일 나가사키 국기 사건이 발생했다. 천이(陳毅) 중국 외교부장은 일본 정부의 대응을 강도 높게 비판했고 이후 중일 간 무역을 전면 금지했다. 저우언라이는 중국 인민을 적대시하지 않을 것, 두 개의 중국을 만들지 않을 것, 양국 간 관계정상화를 방해하지 않을 것을 명시한 정치 3원칙을 표명했고 이에 일본이 불쾌함을 내비치면서 양국 간의 관계는 교착 상태로 접어들었다. 이는 정경 분리 원칙을 내세운 일본에 비해 중국은 정경 불가분 원칙을 내세워 양자가 대립했기 때문이었다. 1959년 이시바시가 방중하여 저우언라이와 회담했지만 중국은 여전히 정경 불가분 원칙을 고수했다.
그럼에도 불구하고 민간 차원의 접촉은 계속 이어졌고 기업이나 우호 관계에 있는 단체·개인의 교류는 지속되었다. 이러한 접촉은 훗날 우호무역의 형태로 경제 거래가 계속되었고 이윽고 각서에 의한 무역이라는 두 개의 루트로 중일 간의 경제 관계는 문화대혁명이 한창이던 1960년대에도 이어졌다.

### 이케다 내각과 두 개의 중국 정책
1960년 기시가 사퇴하고 이케다 하야토가 일본 총리로 취임했다. 이케다는 일중 간 관계 개선과 무역 촉진을 희망했지만 두 개의 중국 문제는 사태의 해결을 어렵게 하고 있었다. 이케다가 총리가 될 무렵 유엔 안전 보장 이사회 상임이사국 의석을 대만과 중국 중 어느 정부가 가져야 할지가 문제로 떠오르고 있었던 것이다.
이케다는 중국 정부의 대표권을 대륙에 한정하고 대만도 유엔에 잔류하도록 하여 대표권 문제를 해결하고자 했다. 중국이 유엔에 가입하게 되면 국교 수립의 가능성이 높아질 것이라고 생각했기 때문이었는데 이는 두 개의 중국을 전제로 한 것이었고 중국과 대만 모두 하나의 중국 원칙을 고수하여 문제 해결은 쉽지 않았다.
이케다는 대만을 지지하면서도 대만이 실제로 지배하고 있는 타이완섬, 진먼현, 마쭈 열도로 그 지위를 한정하여 중국의 유엔 가입을 실현시키고자 했다. 이를 위해 장제스를 설득해야 했고 미국으로부터 도움받길 원했던 이케다는 1961년 6월 미국을 방문해 존 F. 케네디 대통령을 만났다. 이케다는 중국 문제의 중요성을 언급했지만 케네디는 중국의 유엔 가입에 대한 미국 국내의 저항이 크다며 반대하여 수확을 거두지 못했다.
이후 1964년 1월 프랑스가 중국과 수교를 하면서 세계를 놀라게 했다. 또한 프랑스는 대만이 단교 조치를 하지 않는 이상 지금의 관계를 유지하겠다고도 밝혔다. 일본을 비롯한 많은 나라들은 대만이 두 개의 중국을 인정할지 여부를 두고 주목했으며 이케다는 중의원에 출석해 중국의 유엔 가입이 실현되면 일본도 중국 정부를 승인하고 싶다는 의향을 비쳤다. 하지만 다음 달 대만은 프랑스와 단교하면서 이케다의 뜻은 다시 무위로 그쳤다.

### 우호무역과 LT무역
1960년 여름 이케다 내각이 탄생할 무렵 중국은 적극적인 대일 무역을 추진하기 시작했다. 일본에서도 마쓰무라 겐조, 후루이 요시미, 다카사키 등이 무역 재개를 위한 노력을 시작했다. 일중무역촉진회의 임원과 저우언라이의 회담에서 무역 3원칙이 제시되었다. 이는 정부 간 협정의 체결, 개별 민간 계약 실시, 개별 배려물자 알선을 말하는데 이를 계기로 이른바 우호무역(友好貿易)이 시작되었다. 어디까지나 민간 수준에서 진행된 것이었지만 정치 3원칙과 정경 불가분의 원칙을 준수하도록 했기에 정치적인 측면도 있었다.
이후 정부 보증도 연관시키는 새로운 방식의 무역을 진행하기 위해 1962년 10월 다카사키 통산대신이 오카자키 가헤타 전일본공수 사장 등의 기업인들과 함께 방중하여 11월에 중일종합무역에 관한 각서를 교환하여 정부 보증과 연락사무소 설치가 이루어졌다. 이는 반관반민 형태이지만 중일 간 경제 교류가 재개되었음을 의미했다. 이 무역은 중국 대표 랴오청즈와 일본 대표 다카사키의 이니셜을 따서 LT무역이라고 불렸다.
하지만 1963년 10월 중국 유압식 기계대표단의 통역으로 일본에 온 인물이 망명을 요구하며 소련 대사관에 갔다가 다시 대만 망명을 요구했다가 최종적으로 중국 귀국을 희망한다고 주장하는 사건이 발생했다. 일본 정부는 해당 인물을 중국으로 강제송환했지만 대만이 반발하여 일본과 대만의 관계가 크게 악화됐다. 이에 요시다 전 일본 총리가 대만을 방문하여 서로의 양해 사항을 확인한 이른바 요시다 서간을 작성하여 대만 총통부 비서 장췬에게 전해주었다. 이 서간에는 두 개의 중국에 반대하며 일중 간 무역은 민간 원조에 한하고 중국에 대한 경제 원조는 삼가겠다는 내용이 담겨져 있었다. 이는 LT무역에 영향을 줬지만 이케다는 일중 무역에 대한 적극적인 자세를 바꾸지 않았다.
1964년 4월 다카사키와 랴오청즈는 양국의 신문 기자를 교환하고 무역연락소를 설치할 것을 결정했다(중일기자교환협정). 9월에는 7명의 중국 기자가 도쿄에, 9명의 일본 기자가 베이징에 파견되어 양국의 상주 기자 교환이 시작됐다.

### 문화대혁명과 각서무역
1964년 가을 이케다가 물러나고 사토 에이사쿠가 일본의 신임 총리가 되었다. 사토는 7년 8개월 동안 집권했지만 베트남 전쟁, 오키나와 반환 등의 문제로 바빴고 이 시기 중국도 중소 분쟁, 문화대혁명으로 혼란했기에 중일 간 교류는 차질을 빚었다.
1966년 3월 미야모토 겐지 일본공산당 서기장이 방중했다. 하지만 마오쩌둥과의 노선 대립으로 귀국해버렸고 그때까지 우호적이었던 중일 양국의 공산당 간의 관계는 크게 악화됐다. 
그 직후에 중국에서는 문화대혁명이 시작되었고 중국 정부의 외교 활동은 정체되었다. 이 혼란은 3년이 지난 1969년 4월 당대회 이후 진정되기 시작했다. 하지만 그 기간에 중일 양 정부의 관계는 냉랭해졌다. 그 와중인 1968년 3월 후루이가 방중하여 각서무역회담 코뮈니케를 조인하여 이른바 각서무역이 개시되었다. 후루이는 그 이후부터 매해 중국을 방문해 각서무역을 지속시키고자 노력했다. 1960년대 후반이 되어도 두 나라의 외교 관계는 여전히 경색되어 있었고 LT무역도 부침을 겪었지만 우호무역은 상승세를 타서 10배나 성장했다.

## 경위

### 미국과 중국의 접근
1950년대 국제 정세는 서구권과 동구권의 대립 구조를 보였지만 중소 대립, 프랑스의 독자 외교, 베트남 전쟁, 문화대혁명과 같은 사건들이 일어나면서 1960년대 국제 정세는 더 복잡해지고 다각화되었다. 1969년에 일어난 중소 국경 분쟁을 계기로 소련을 적대시하기 시작한 중국은 문화대혁명의 혼란이 진정되고 저우언라이가 권력을 회복한 뒤 적극적인 외교 정책을 펼치기 시작했다. 1970년 10월에는 캐나다, 12월에는 이탈리아와 국교를 맺으면서 미국과의 국교 수립 움직임이 물밑에서 진행되기 시작했다.
나고야시에서 열린 1971년 세계 탁구 선수권 대회 때 중국선수단과 미국선수단 사이에서 사소한 이벤트가 있었고 이를 계기로 미국선수단이 중국에 초청받는 일이 있었다. 이것이 이른바 핑퐁 외교인데 이 사건은 정치로 확대되어 헨리 키신저 국무장관이 비밀리에 베이징을 방문하여 중국 정부와 대화했고 7월 15일 리처드 닉슨 미국 대통령이 다음해에 중국을 공식 방문하겠다는 발표가 이어서 나왔다(제1차 닉슨 쇼크). 그리고 1972년 2월 닉슨은 공식적으로 방중했다.
1971년 중국의 유엔 가입에 대해 찬성표가 다수를 차지하여 중국의 유엔 가입은 확실시되고 있었다. 이 무렵 미국은 중국을 파트너로 하여 새로운 동아시아 질서 형성을 모색하기 시작했다. 이를 통해 소련을 견제하고 중국이 지원하던 베트남 민주 공화국(북베트남)과 평화 교섭을 촉진하고자 했다. 이러한 목적을 두고 닉슨의 갑작스런 방중이 실현된 것이다.
닉슨이 방중했을 때 키신저는 저우언라이에게 미일안보조약은 소련을 견제하고 일본의 군사력을 억눌러 일본이 군사대국으로 발전하는 것을 막는 것이 목적이라고 설명했다. 저우언라이는 이를 이해한다고 답했다. 이는 훗날 중일 간 국교정상화 교섭에서 장애물을 하나 제거한 셈이 되었다.

### 사토 내각과 국제 정세
사토는 대만의 유엔 잔류를 지지하면서도 전임 이케다 정권과는 달리 두 개의 중국을 전제로 하지 않았다. 대만을 정통 정부로 간주하는 현실적 대응을 전제로 하여 장래에 양국이 서로를 승인하는 방향을 모색하기로 했다. 하지만 사토 내각 당시 베트남 전쟁이 격화하고 중소 대립과 문화대혁명의 혼란 속에서 일본이 중국에 접근해도 얻을 수 있는 건 없었다. 또한 사토 내각의 우선 과제는 오키나와 반환이었기에 중일 간 관계는 계속 정체 상태에 머물렀다.
1970년대 미중 간 급속한 접근이 이루어질 당시 서방 주요국 가운데 중국과 국교가 없던 나라는 일본과 서독 뿐이었다. 이는 당시 일본 외교가 뒤처져있다는 인상을 주었다. 하지만 집권 자민당은 냉전적 사고에서 벗어나지 못하고 있었고 친대만파 세력(겐다 미노루, 하마다 고이치 등이 친대만파로 활약했다)의 힘도 강했다. 애초에 중국과 대만은 서로가 서로를 승인할 생각이 전혀 없었기에 사토의 구상은 받아들여질 여지가 조금도 없었다.
1971년 가을 유엔 총회에서 중국의 가입을 심의했을 때 미국과 일본은 모두 가입 자체에는 반대하지 않고 대만을 유엔에서 배제하는 것을 중요사항으로 하여 지금까지와는 다른 방향의 사고 방식인 '역중요사항안'과 중국의 상임이사국 진입을 인정하면서도 대만의 의석도 유지하는 '복합이중대표제결의안' 두 가지를 공동 제안했다. 하지만 역중요사항안이 부결되면서 복합이중대표제결의안도 자동적으로 소멸되어 중국의 가입과 대만의 추방을 규정한 유엔 총회 결의 제2758호가 채택되었다. 미국과 일본은 반대했지만 찬성표가 더 많이 나와 이를 막지 못했다.
미국은 중국의 유엔 가입에 반대했지만 이미 비밀리에 키신저는 방중하여 닉슨의 방문에 대한 협의를 한 상태였다. 이 무렵 미노베 료키치 도쿄도지사가 극비리에 방중했을 때 호리 시게루 간사장이 저우언라이에게 중국은 하나이며 중화인민공화국이 중국을 대표하는 정부이고 대만은 중국의 영토임을 언급한 친서를 전하도록 했다. 해당 친서에는 양국 정부 간의 대화를 하고 싶다는 내용도 함께 있었는데 이 친서의 존재는 금방 세상에 드러났다. 하지만 일본이 중국의 유엔 가입과 대만의 유엔 추방을 반대한다고 생각했던 저우언라이는 "속임수는 믿을 수 없다"라고 일축했다. 결국 호리의 노력은 실패했지만 호리는 대만을 지지하는 기존의 입장을 바꿔 중국과의 국교 수립을 지지하게 되었고 자민당 내의 친중국파와 친대만파의 역학 관계도 변화하게 되었다.
한편 1971년에는 일본 재계도 방중단을 파견했다. 9월 사에키 이사무를 중심으로 한 간사이재계방중단이, 11월 나가노 시게오 일본상공회의소 회장과 기가와다 가즈타카 경제동우회 대표간사장을 중심으로 한 도쿄재계방중단이 중국을 찾아 베이징 인민대회당에서 저우언라이 총리와 회담했다. 이때 저우언라이는 나가노에게 "이걸로 중일 관계는 완전히 수복되었다. 우리는 향후 어떤 일본인도 환영하겠다"고 말했다. 이 때문에 중일국교정상화는 일본 재계의 방중 성과 속에서 이루어졌다는 평가가 있다.
1972년 1월 사토는 시정방침 연설에서 "중국은 하나라는 인식 속에서 앞으로 중국 정부와의 관계를 정상화하기 위해 정부 간 대화를 시작하는 것이 급선무다"라고 밝혀 중국과의 국교정상화를 목표로 삼는 의향을 내비쳤다.
일본방송협회(NHK)의 취재에 의하면 사토는 임기 중에 국교 회복을 목표로 하여 비밀리에 특사를 보내 중국과 대만 사이에서 연락을 취했으며 미국에 이어 국교 회복 교섭을 진행하기 위해 베이징을 방문하길 원했다고 한다. 다만 총리 자리를 노리는 자민당 내의 세력으로부터 간섭이 들어와 계획이 좌절되었고 후임 총리로 지지하던 후쿠다 다케오에게 중국 측 관계자를 소개시켜주는 것으로 사토의 역할은 끝났다.

### 다나카 내각
1972년 7월 다나카 가쿠에이가 신임 일본 총리로 취임했다. 다나카는 취임 전부터 일중 관계 타개를 위해 적극적인 자세를 보였고 취임 후 첫 담화에서도 일중국교정상화를 서두르겠다고 발언했다. 저우언라이는 이틀 뒤에 곧바로 화답했으며 7월 16일 사사키 고조 사회당 위원장이 방중했을 때도 일본 총리의 방중을 환영한다는 메시지를 전했다. 7월 25일 다케이리 요시카쓰 공명당 위원장이 방중했을 때 저우언라이는 별도의 메모를 건내주었다. 해당 메모는 8월 4일 다나카와 오히라 마사요시 외무대신에게 건내졌는데 메모에는 '국교 회복 3원칙을 충분히 이해한다', '유일 합법 정부로서 인정한다', '공동 성명으로 전쟁 상태를 종결한다', '전시 배상을 포기한다', '평화 5원칙에 동의한다', '패권주의에 반대한다', '유일 합법 정부로서 인정한다면 국교 회복 3원칙에서 대만에 관한 부분은 비밀로 해도 좋다', '미일안보조약을 용인한다' 등의 내용이 담겨있었다. 다나카는 이를 읽고선 베이징을 방문할 뜻을 굳혔다.
일본이 국교 회복에 본격적으로 나섰다는 것을 중국도 인지하였고 상하이무극단장으로서 일본을 방문 중인 쑨핑화(孫平化) 중일우호협회 부비서장과 샤오샹 전 중일비망록무역변사처 도쿄연락처 수장 대표가 8월 15일 제국호텔에서 다나카와 담화하도록 했다. 이때 다나카는 방중할 의향이 있음을 처음 공식적으로 밝혔고 중국이 정식으로 다나카를 초대했음을 전달받았다. 중국과 일본의 교섭은 이렇게 시작했다.

### 중일국교정상화 교섭
다나카는 미국보다 일찍 중국과 국교를 정상화하기로 결단했다. 7월 19일 이런 의향을 로버트 S. 잉거솔 미국 대사에게 전했고 하와이섬에서 열린 일미정상회담에서도 언급했다.
닉슨이 방중하고 7개월이 지난 9월 25일 다나카가 중국을 찾았다. 베이징에서 1차 회담이 열렸는데 일본에서는 다나카, 오히라, 니카이도 스스무 관방장관, 다카시마 마스오 외무성 조약국장, 하시모토 히로시 외무성 중국과장, 구리야마 등 8명이 참석했으며 중국측 참여자는 저우언라이, 지펑페이 외교부장, 랴오청즈, 한녠롱(韓念龍) 외교부 부부장, 장샹산(張香山) 고문 등 8명이었다. 일본은 공동성명의 형태로 국교를 정상화할 것, 중국이 일미안보조약 체제를 시인할 것, 일본이 대만과의 평화 조약을 종료할 것 등이 확인되었다. 밤에 열린 만찬회에서 저우언라이는 "양국이 노력하고 충분히 대화해서 다른 점을 인정하면서 공동의 이익을 추구하면 중일국교정상화를 반드시 실현할 수 있다고 확신한다"고 말했고 다나카도 "과거에 중국 국민에게 많은 폐를 끼친 점을 깊이 반성한다"고 화답했다.
26일 오전 외상회담에서 전쟁 상태를 종결, 국교 회복 3원칙, 배상 청구를 포기, 전쟁 반성 등 네 가지에 관한 기초적인 견해가 제시되었다. 오후에 열린 정상회담에서는 저우언라이가 '민폐' 발언과 '대만과의 평화 조약의 정합성(整合性)' 얘기를 날카롭게 지적했다. 이에 그날 저녁 외상회담 일정을 급히 잡았는데 이 자리에서 중국은 '대만은 중국의 일부'라고 주장했고 일본은 '나눌 수 없는 일부임을 재확인한다', '일본 정부는 이를 충분히 이해하며 포츠담 선언에 근거한 입장을 견지한다'는 취지의 안을 제시했다.
27일 저녁 정상회담은 온화한 분위기였다. 중소 관계를 포함한 전반적인 외교 문제와 정책에 관한 얘기가 화제를 이루었다. 다나카가 센카쿠 열도 얘기를 꺼냈을 때 저우언라이는 지금 얘기해도 상호 간에 이익이 없다면서 국교정상화를 위한 안건을 먼저 처리하자고 하여 논의를 피했다. 밤에 다시 외상회담이 열렸는데 전쟁 책임에 관해서는 '깊이 반성한다'는 표현으로 정리되었다.
28일 오후 정상회담에서 오히라는 일본과 대만의 관계가 이번 공동성명이 발표되는 다음 날에 종료될 것이지만 민간 무역 등의 관계는 계속될 것이라는 입장을 나타냈다. 저우언라이는 묵인하는 자세를 보였다.
29일 다나카와 오히라가 저우언라이, 지펑페이와 만나 중일공동성명에 서명하여 중일국교정상화가 성립했다. 이때 일본은 전후 최초로 전쟁 책임을 인정했다.
당시는 아직 전쟁이 끝나고 30년도 채 지나지 않았기에 국교정상화를 위한 교섭 과정에는 전쟁의 상처가 아직 남아있었다. 하지만 저우언라이는 일본 인민과 중국 인민은 모두 일본군국주의의 피해자라며 일본군국주의와 일본 인민을 구분하는 것으로 미래지향적 태도를 보였다. 이는 중국의 항일민족운동을 찬미하고 일본의 군국주의 침략을 비난하더라도 양국 간의 외교 문제에는 어떠한 부정적 영향도 없을 것임을 의미하는 것이었다. 이때 이루어진 미래지향적 태도와 정치적 합의는 지금도 계속 이어지고 있다.
국교정상화가 이루어지고 6년이 지난 1978년 8월 후쿠다 다케오 총리는 중일평화우호조약을 체결하게 된다.

## 참고 문헌
- 倪志敏 「다나카 내각의 일중국교정상화와 오히라 마사요시 (1 · 2 · 3 · 4)」 『류코쿠대학 경제학 논집』 제45권 제5호 / 제46권 제5호 / 제47권 제3호 / 제48권 제3·4호 (2006년 3월·2007년 3월·2007년 12월·2009년 3월)

- 鹿雪瑩　『후루이 요시미와 중국 일본 국교 정상화에의 길』 (思文閣出版, 2011년) ISBN 9784784215904
- 핫토리 류지 (2011년), 《日中国交正常化 - 田中角栄、大平正芳、官僚たちの挑戦》 [중일국교정상화 - 다나카 가쿠에이, 오히라 마사요시, 관료들의 도전], 中公新書, 中央公論新社, ISBN 412102110X
- 西原哲也 『각성 중국 숨겨진 일본기업사』 (社会評論社, 2012년)
- 中野士朗 『다나카 정권·886일』 (行政問題研究所, 1982년)
- 安藤俊裕 『정객 예전 ~호리 시게루』 (日本経済新聞出版)
- 鬼頭春樹 『국교정상화 교섭 ~베이징의 5일간~』 (NHK出版, 2012년)
- 石井明・朱建栄・添谷芳秀・林暁光 『일중국교정상화·일중평화우호조약 체결 교섭』 (岩波書店, 2003년)